# George X van Kartli
George X (Georgisch: გიორგი X, Giorgi X), uit het huis Bagrationi, was de koning van het oostelijke koninkrijk Kartlië van 1599 tot aan zijn dood in 1605.
Zijn titel luidde: Zijne Majesteit de hoogste Koning George X, volgens de wil van onze heer, Koning der Koningen van de Abchaziërs, Kartvelen, Rans, Kachetiërs en de Armeniërs, Sjirvansjah en Sjahansjah en Meester van alle Oost en West, Koning van Kartli.
Hij vocht samen met zijn vader Simon I tegen de Ottomaanse bezetters sinds 1598. Hij hield de macht nadat Simon gevangengenomen werd door de Turken bij de Slag bij Nachiduri in 1599. George probeerde meerdere keren zijn vader met losgeld vrij te kopen maar dit was tevergeefs en zijn vader stierf in gevangenschap in 1612.
Volgens de Georgische kronieken is George X plots overleden na een steek op zijn tong toen hij in een taart beet met een bij in 1606 in Mejvrischevi. Er zijn ook speculaties dat de koning vergift is geweest op bevel van sjah Abbas I. Hij is begraven in Mtscheta.

## Huwelijk en kinderen
Toen George nog een prins was trouwde hij met Mariam (overleden na 1610), dochter van George Dadiani III prins van Mingrelië. Ze hadden één zoon en drie dochters:
- Loearsab II van Kartli
- Prinses Elene (geboren 1591)
- Prinses Chorasjan Darejan (overleden 1659) in 1612 gehuwd met Teimuraz I van Kartli
- Prinses Tinatin (Peri Lala Fatima Begum Sultan in Perzië) als negende vrouw van sjah Abbas I van 1604 tot 1614 en vervolgens met paychar Khan de gouverneur van Kacheti, 1616-1623